# П'єптань
П'єптань, П'єптані (рум. Pieptani) — село у повіті Горж в Румунії. Входить до складу комуни Килнік.
Село розташоване на відстані 247 км на захід від Бухареста, 21 км на південний захід від Тиргу-Жіу, 91 км на північний захід від Крайови.

## Населення
За даними перепису населення 2002 року у селі проживали 243 особи, усі — румуни. Усі жителі села рідною мовою назвали румунську.